# هوكوتا (إيباراكي)
هوكوتا (باليابانية: 鉾田市 هوكوتا-شي) هي مدينة تقع في محافظة إيباراكي، اليابان. تأسست المدينة في 11 أكتوبر 2005.

## أعلام
- تيتسويا أسانو

## وصلات خارجية
- موقع بلدية هوكوتا